# Carlos Neyra
Carlos Neyra (Coquimbo, 9 de julio de 1960) es un remero chileno.

## Biografía
Comenzó su vida de remero en 1973, a los 13 años.
Dentro de sus logros deportivos está haber sido campeón sudamericano de remo en ocho oportunidades, el subcampeonato panamericano de remo, el séptimo lugar en los Juegos Olímpicos de Los Ángeles 1984 y ser escogido como el mejor desportista de Chile en 1986.